# キンブリ族
キンブリ族（キンブリぞく、Cimbri）は、古代の北欧の部族の1つで、紀元前2世紀後半にテウトネス族やアンブロネス族と共に共和政ローマを脅かした。ゲルマン人の系統と思われるが、ケルト人とする説もある。古代の文献によれば、現在のデンマークにあたるユトランド半島が母国とされており、古代にはこの半島を「キンブリ族の半島」（ギリシア語: Κιμβρικὴ Χερσόνησος / Kimbrikē Chersonēsos）と呼んでいた。

## 母国と呼称
考古学的には、鉄器時代前期にユトランド半島から民族が移動した明確な証拠は見つかっていない。ユトランド半島北部で見つかった紀元前2世紀から紀元前1世紀に捨てられた（または隠された）グンデストルップの大釜は、南ヨーロッパとの何らかの接触があったことを物語っているが、それがキンブリ族の遠征だったのかどうかは定かではない。
キンブリ族とユトランド半島を結びつける根拠は、古代のギリシアやローマの文献である。アウグストゥスの『業績録』(ch. 26) によれば、紀元1世紀になってもキンブリ族はその地域で見られたという。
わが軍はライン川河口から出航し東方のキンブリ族の土地まで行った。当時ローマ人が陸路でも海路でも踏み込んだことのなかった土地である。キンブリ族やチャリデス族やセムノネス族などその地に住むゲルマンの人々が特使を立て、私とローマ市民との親交を得ようとした。
同時代のギリシア人地理学者ストラボンは、キンブリ族がゲルマンの部族として依然として存在しており、（北海沿岸に住み、アウグストゥスに敬意を表したといわれていることから）おそらく「キンブリ族の半島」に住んでいると記している。
キンブリ族についての文献の一部は不正確で、その他はほとんどあり得ない話である。例えば、彼らが定住せずに海賊のようになった理由として、半島に住んでいたとき大きな上げ潮で住まいが使えなくなったためだというが、ありそうもない話である。実際、彼らはかつて住んでいた土地に今も住んでいる。彼らはかつて行った攻撃を許してもらいローマと親交を結ぶために、アウグストゥスに貴重だという聖なるやかんを贈り、請願が認められると母国に帰っていった。したがって、彼らが毎日2回常に起きる自然現象のせいで故郷の土地を捨てたと考えるのは滑稽である。かつて一度だけ過度な上げ潮が起きたという主張は捏造と思われる。海洋は常に満潮と干潮を繰り返すもので、それは定期的で周期的である。
プトレマイオスの地図では、ユトランド半島の北端部に "Kimbroi" の文字がある。当時、リムフィヨルドの北は小さな島々で、現在のヴェンシュセルチュー島が形成されるのは後のことである。したがって、ここで示されているのはユトランド半島北部の現在 Himmerland と呼ばれる地域である。古デンマーク語では Himbersysel であり、これがキンブリ族という名称に由来する地名とされている。グリムの法則により、インド・ヨーロッパ祖語における先頭の k が h に変化したとされる。一方、ラテン語で先頭を "C-" としたのは、ケルト人通訳がゲルマン祖語の h = [χ] をそのような発音のないラテン語に翻訳しようとしたためとされる（ケルト人が通訳したとすると、ゲルマン語の *Þeuðanōz がラテン語で Teutones すなわち「テウトネス」となったことも説明できる）。
Cimbri という名称の語源は不明である。一説によると、インド・ヨーロッパ祖語の *tḱim-ro-（住民）が語源だとする。これは tḱoi-m-（家、故郷）から派生したもので、さらに遡ると tḱei-（生活する）が語源とされる（ギリシア語では κτίζω、ラテン語では sinō）。すると、ゲルマン語の *χimbra- とスラブ語の sębrъ（農夫）は同系ということになる（クロアチアやセルビアの sebar、ロシアの sjabër）。
名前が似ているため、キンブリ族と "Cymry" と自称するウェールズ人を結びつけることがあった。しかし、"Cymry" という語はケルト語の *Kombroges から派生したもので「同胞」を意味し、ローマ人がそれを "Cimbri" と記録したと考えるのは無理がある。この名称は kimme（外縁）という単語とも関連付けられ、「海岸の人々」を表した。最終的に古代以来、この名前はキンメリア人の名前とも結びつけて考えられていた。

## 言語
キンブリ族がケルト語派かゲルマン語派かというのは、重要な問題である。当時のローマ人やギリシア人は北方の民族について彼らの文明の影響を受けている度合いの強さからガリア人（またはケルト人）とゲルマン人とに分類する傾向があり、民族の系統を意識していなかった。カエサルも自著でそのような分類をしたが、それには政治的意図があった（ライン川を境界線と定める根拠とした）。カエサルやタキトゥスによる個々の部族の分類を完全に信用することはできないが、カエサルは2つの文化の明確な区別をしている。古代の文献の多くはキンブリ族をゲルマン人としているが、一部の文献はケルト人としている。
キンブリ族が使っていた言語についての直接的な証拠はほとんどない。大プリニウスは北方の海（バルト海または北海）について、「Philemonはキンブリ族がCronium岬からRusbea岬までの海を Morimarusa すなわち死の海と呼んでいたと言う」と記している。ガリア語では、「海」は mori、「死」は *maruo- である（現代アイルランド語ではそれぞれ muir と marbh、現代ウェールズ語ではそれぞれ môr と marw である）。ゲルマン語の「海」はほぼ同じ a (*mari-) だが、ゲルマン語派のどの方言にも marbh に対応する語はない。しかし大プリニウスがキンブリ人に直接聞いたわけではない可能性があり、この単語が単なるガリア語という可能性も排除できない。
キンブリ族のリーダーで名前がわかっている者は、ケルト風の名である。ボイオリクス（Boiorix、「銛打ちの王」の意）、ガエソリクス（Gaesorix、「槍の王」の意）、ルギウス（Lugius、ケルトの神ルー (Lugus) にちなんだ名前）などだが、これらはゲルマン語としても解釈可能であり、ケルト語派だったことを意味してるとは言えない。またキンブリ族やテウトネス族の王の名がケルト風だったとしても、名前の起源はその人物の民族的特性や使っている言語と無関係ということもある。上述の "Cimbri" の語源の説（PIEの *tḱim-ro-）はケルト語派と考えても成立する。その他のキンブリ族の言語についての証拠は状況的なものしかない。紀元前101年のキンブリ・テウトニ戦争の最終決戦の前に、ローマ軍がガリア系ケルト人をキンブリ軍の陣営にスパイとして送り込んだという話がある。このことをゲルマン語派よりもケルト語派だったと思われる証拠とする者もいる。
Jean Markaleはキンブリ族がヘルウェティイ族と関係があるとし、さらにより確実にケルト人とわかっている（ヘルウェティイ族の支族の）ティグリニ族と関係が深いとした。この関係が具体的にどういうことなのか（例えば200年前の先祖が共通なのか）は不明である。アンリ・ユベールは、彼らの名はまぎれもなくケルト人であることを示しているとした。中には異なる見解を示す学者もいる。例えば Peter S. Wellsは、キンブリ族は確かにケルト人ではないとしている。
キンブリ族がユトランド半島北部を起源とするなら、その地域にはケルト語起源の地名はなくゲルマン語起源の地名だけであり、ケルト説は成り立ちにくい。このことはガリアに住んでいたころのキンブリ族がガリア化していったことを否定するものではない。ボイオリクスの名がケルト人の名だったとするなら、彼はキンブリ族が故郷のユトランド半島北部を出奔してから王になったと推測することもできる。ボイオリクスとその一族は、J.B. Rives がタキトゥスの『ゲルマニア』の翻訳本の序文に書いているように、故郷を出てからしばらくケルト人の領域で暮らしていたと推測されており、さらに言えばボイオリクスの名をゲルマン祖語として解釈することも可能である。

## 遠征

キンブリ族とテウトネス族の行程
キンブリ族とテウトネス族が敗北
キンブリ族とテウトネス族が勝利
※この地図の場合はキンブリ族の発祥をユトランドとして作られているが、ユトランド発祥説はいまだ検証されていない。したがってユトランドからノリクムまでの行程は地図の作者が個人的に付加したもの。

### 南東への移動
紀元前100年より数十年前、多くのキンブリ族はテウトネス族およびアンブロネス族と共に南東へ移動を開始した。ボイイ族などのケルト系民族と何度か戦いつつさらに移動し、紀元前113年ごろノリクム属州に現れ、ローマと同盟していたタウリスキ族の土地を侵略し始めた。
ローマの執政官グナエウス・パピリウス・カルボ (en) はタウリスキ族に加勢する軍勢を送り込んだ。ローマ軍が退却しようとしたところをキンブリ・テウトニ軍が追走する形でノレイアの戦いとなり、ローマ軍が敗北した。嵐が起きたことで戦闘が中断し、ローマ軍は壊滅を何とか免れた。これがキンブリ・テウトニ戦争の始まりである。

### ガリア侵略
今ではノレイアからイタリアへの道路があるが、キンブリ族は山越えせずガリアを目指して西に向かった。その後何度もローマと衝突するが、ローマ側が負け続けた。紀元前109年、かつてガリア・ナルボネンシス属州の司令官だった執政官マルクス・ユニウス・シラヌス (en) の指揮するローマ軍が敗北した。同年、執政官ガイウス・カッシウス・ロンギヌスの指揮するローマ軍も敗北し、執政官自身がブルディガラ（現在のボルドー）で戦死した。紀元前107年、ローマ軍はキンブリ族と同盟を組んでいたティグリニ族に敗北している。

## ローマ人との戦争

### 共和政ローマへの攻撃
彼らが共和政ローマ自体への攻撃を計画したのは紀元前105年からである。ローヌ川でキンブリ軍とローマ軍が衝突した。ローマ側の司令官はプロコンスルのクィントゥス・セルウィリウス・カエピオと執政官のグナエウス・マッリウス・マクシムスで、2人の連携がうまくいかず、キンブリ側はまず副官マルクス・アウレリウス・スカウルスの軍を破り、続いてアラウシオの戦いでカエピオとマキシムスの軍を壊滅させた。ローマ側はこの戦いで8万人が戦死し、予備の騎兵や非戦闘員を含めると実に11万2千人近くの人命を失った。
キンブリ族が今にも攻めてくるのではないかと、ローマはパニックに陥った。これを terror cimbricus（キンブリ族の恐怖）と呼ぶ。このため必死の対応策がとられた。ユグルタを破ったガイウス・マリウスが、これまでのローマの慣習に反して、執政官と軍最高司令官に5年間続けて選ばれることになった（紀元前104年 - 紀元前100年）。

### 敗北

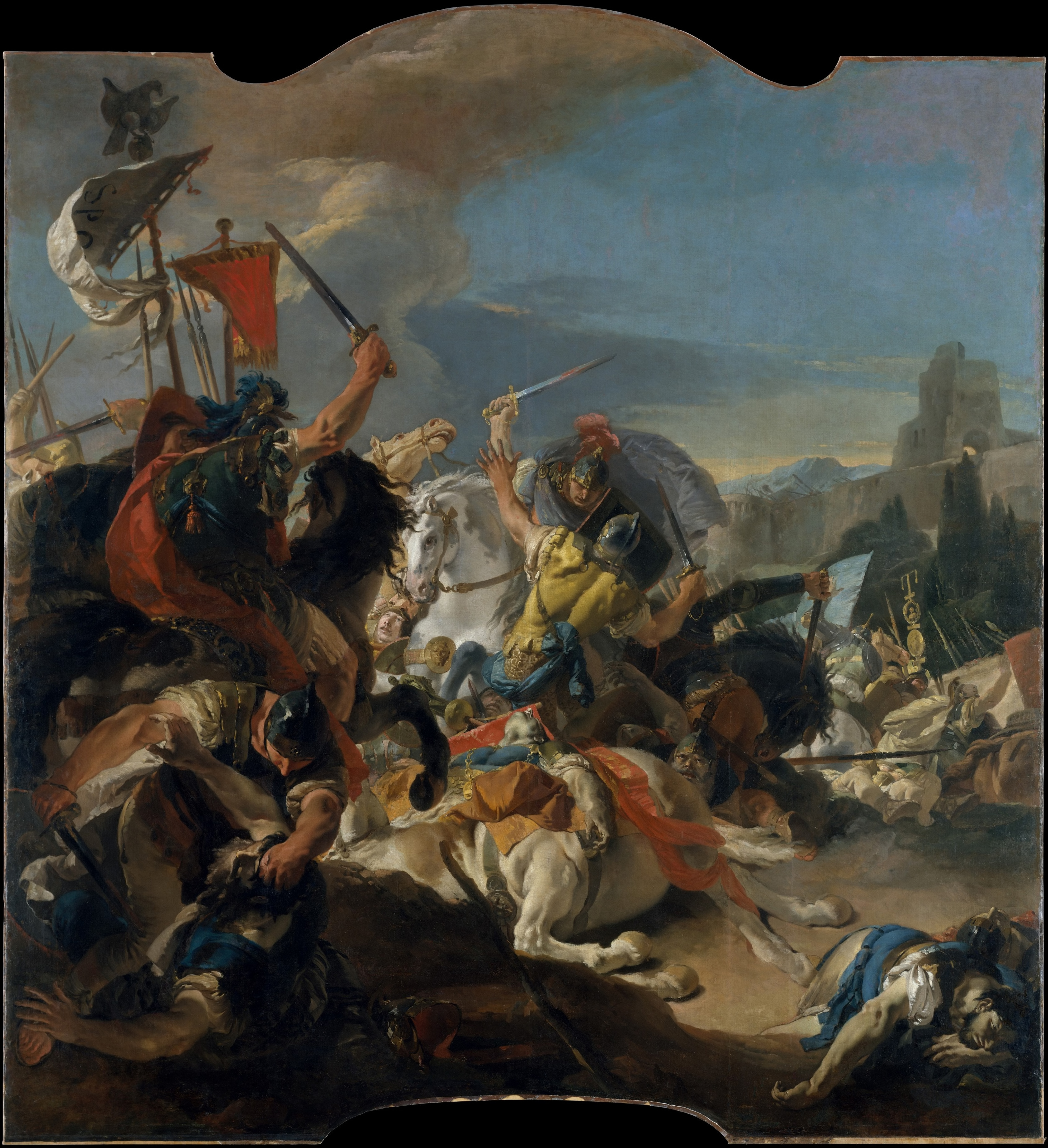
「ウェルケラエの戦い」ジョヴァンニ・バッティスタ・ティエポロ画

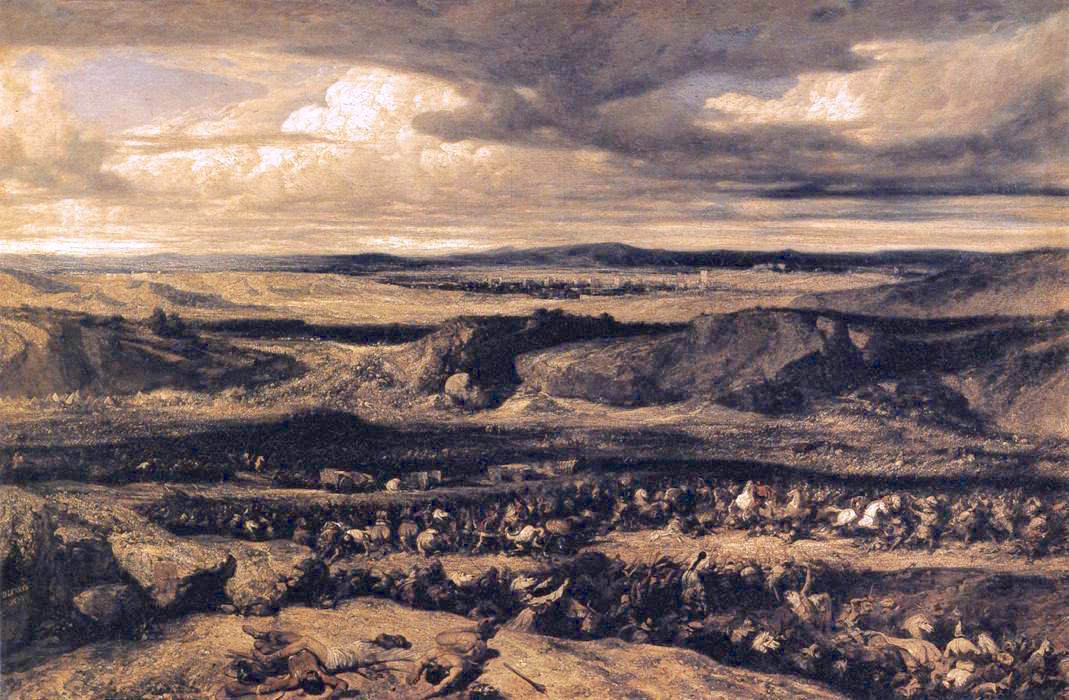
「キンブリ族の敗北」アレクサンドル＝ガブリエル・ドゥカン画

紀元前103年、キンブリ族とテウトネス族はイベリア半島に転進し、広範囲に略奪を繰り返した。その間にガイウス・マリウスは軍備を整え、紀元前102年にはローヌ川でテウトネスとアンブロネスを迎え撃つ準備が整った。テウトネスとアンブロネスは西からイタリアに向かう経路をとったが、キンブリとティグリニは北からライン川を渡ってアルプス越えをする経路をとった。
イゼール川の広い河口でテウトネス族とアンブロネス族がマリウスと遭遇したが、ローマ側の陣が強固だったため通過できなかった。そこで彼らは迂回し、これをマリウスの軍が追った。結局アクアエ・セクスティアエで戦闘となり、ローマ側が2度の戦闘に勝ち、テウトネス王テウトボドを捕らえた。
一方キンブリ族はアルプスを越えて北イタリアに侵入した。執政官クィントゥス・ルタティウス・カトゥルスはこれに立ち向かうことなくポー川の背後まで退却した。このため北イタリアはキンブリ族に蹂躙されるままとなった。キンブリ族は先を急がなかったため、アクアエ・セクスティアエで勝利したマリウスの軍に追いつかれた。セージア川とポー川の合流点あたりでウェルケラエの戦いとなり、紀元前101年、キンブリ族の長い旅もここで終わりとなった。
この戦いにおいてキンブリ族は壊滅的に敗北し、リーダーのルギウスとボイオリクスも討ち取られた。女性たちは奴隷となることをよしとせず、子供を引き連れて自らの命を絶った。キンブリ族は全滅したが、上述したように紀元1世紀のユトランド半島にキンブリ族と名乗る人々がいたとする文献があり、一部のキンブリ族は逃れて原郷に戻ったかもしれない。
また、カエサルのガリア戦記によると、キンブリ族とテウトネス族はイタリアやローマ属州に来る前に、自分たちの財産のうち運びきれなくなった分をライン左岸に残し、見張りの者も六千人ほど残したという。彼らはキンブリ族とテウトネス族の滅亡後も生き延び、後にベルガエ人のアトゥアトゥキ族と呼ばれるようになったとされている。

## 文化
ストラボンはキンブリ族の次のような伝承を記述している。
彼らの遠征に同伴した妻たちは、予言者でもある女性神官を伴っていた。女性神官は灰色の髪をし、白い服を着て亜麻の外套を留め金で身につけ、ブロンズの帯を巻き、裸足だった。神官たちは剣を片手に野営地を回って捕虜と会い、まず捕虜にリースを被せ、20個のアンフォラ型の真鍮製容器の前に引き立てる。神官は台に乗って捕虜の頭を容器の上に差し出させ、喉をかき切る。容器から溢れた血の形を見て予言する神官もいれば、捕虜の腹を切り裂いて内臓を調べることで自軍の勝利を予言する神官もいた。戦闘中は荷車に張られた皮を叩いて奇妙な音を立てた。
キンブリ族は死を恐れない獰猛な戦士として描かれる。戦士である男性は妻と子供を伴い、年老いた女性は神官として白い衣装を着て捕虜を生贄とし、その血を撒き散らし、その形を見て予言した。

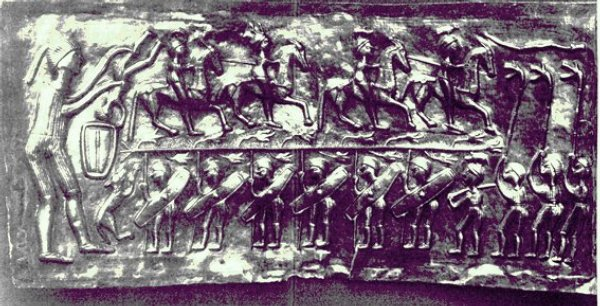
グンデストルップの大釜（プレートE）

キンブリ族がユトランド半島から来たという話が事実であれば、彼らが儀式として人身御供を捧げた証拠として1835年にユトランド半島で見つかった ハーラルスケーアの女性 がある。縄で縛られた跡と皮膚に貫通した穴があるミイラで、埋葬されたのではなく沼地に投げ入れられたと見られている。さらにヒンマーランで見つかったグンデストルップの大釜もストラボンの記述に出てきたような生贄の血を受ける容器だったとも考えられる。この銀器自体はトラキア人の作ったものとも言われている。

## 末裔
ユリウス・カエサルによれば、ベルガエ人のアトゥアトゥキ族はキンブリ族とテウトネス族の末裔であり、彼らがローマ攻撃に向かう際に行軍についていけない人々が6000人の守備隊と共に残ったのが起源だという。彼らはベルガエのエブロネス族を支配下におき、その地にアトゥアトゥカという都市を建設した。エブロネス王アンビオリクスはアトゥアトゥキ族に従い、人質として息子と甥をあずけていた。紀元1世紀にはエブロネス族の土地にはゲルマン系のトゥングリ族 (Tungri) が住むようになり、アトゥアトゥカはアトゥアトゥカ・トゥングロルム (Atuatuca Tungrorum) と呼ばれるようになった。これが現在のトンゲレン (Tongeren) である。
今日ユトランド半島北部のHimmerlandに住んでいる人々はキンブリ族の末裔を自称している。デンマークのノーベル文学賞受賞作家ヨハネス・ヴィルヘルム・イェンセンはHimmerland出身であり、1922年にキンブリ族の物語を題材にした小説 Cimbrernes Tog を書いた。これは Den lange Rejse という一種の叙事詩環の一部となっている。Anders Jensen Bundgaard は "Cimbrertyren"（キンブリ族の雄牛）と題した銅像を制作し、1937年4月14日に北ユラン地域の行政府所在地であるオールボーの中央広場にそれが設置された。